# Casa de Christy Payne y Jardín Botánico Marie Selby
El Jardín Botánico Marie Selby (en inglés: Marie Selby Botanical Gardens), es un jardín botánico y arboreto de 7 acres (2.8 hectáreas) de extensión, enfocado en la investigación y colecciones de epífitas, especialmente orquídeas y bromelias, y sus ecosistemas de canopea. 
Es miembro del BGCI, y su código de reconocimiento internacional como institución botánica, así como las siglas de su herbario es SEL.

## Localización
Se ubica en los terrenos de la antigua casa de Marie y William Selby (de la Texaco Oil Company) en el 811 South Palm Avenue, en el centro de Sarasota, EE. UU. Está abierto a diario desde las 9:00 a las 17:30, incluyendo los domingos, excepto en Navidad.

## Flora
Según se informa los jardines mantienen la colección más diversa de bromelias de las existentes en el mundo, y la caracteriza unas 20.000 plantas de unas 6000 especies en 1200 géneros pertenecientes a 214 familias de plantas, incluyendo 6.000 orquídeas cultivadas. Más de 150 expediciones a las zonas tropicales y el subtropicales han contribuido a estas colecciones. 
Para los visitantes en general, el jardín exhibe 20 hábitats, con Ficus, bambús, encinos, palmas, mangles, suculentas, plantas silvestres, cycas, bromelias, y estanques con koi, en un emplazamiento al borde de la Bahía de Sarasota en el Hudson Bayou.

## Secciones
En el jardín son de destacar las secciones de:
- El Centro de Investigación Mulford B. Foster Bromeliad Identification Center fue establecido en 1979 en honor de Mulford Foster, uno de los principales recolectores de bromelias para proporcionar la información en los aspectos hortícolas y botánicos de la familia Bromeliaceae. Mantiene los archivos taxonómicos para más de 2800 especies, géneros, y subfamilias, y contiene más de 2000 diapositivas fotográficas para uso de individuos, de instituciones y de sociedades. Está apoyado por las sociedades locales e internacionales de las bromelias.

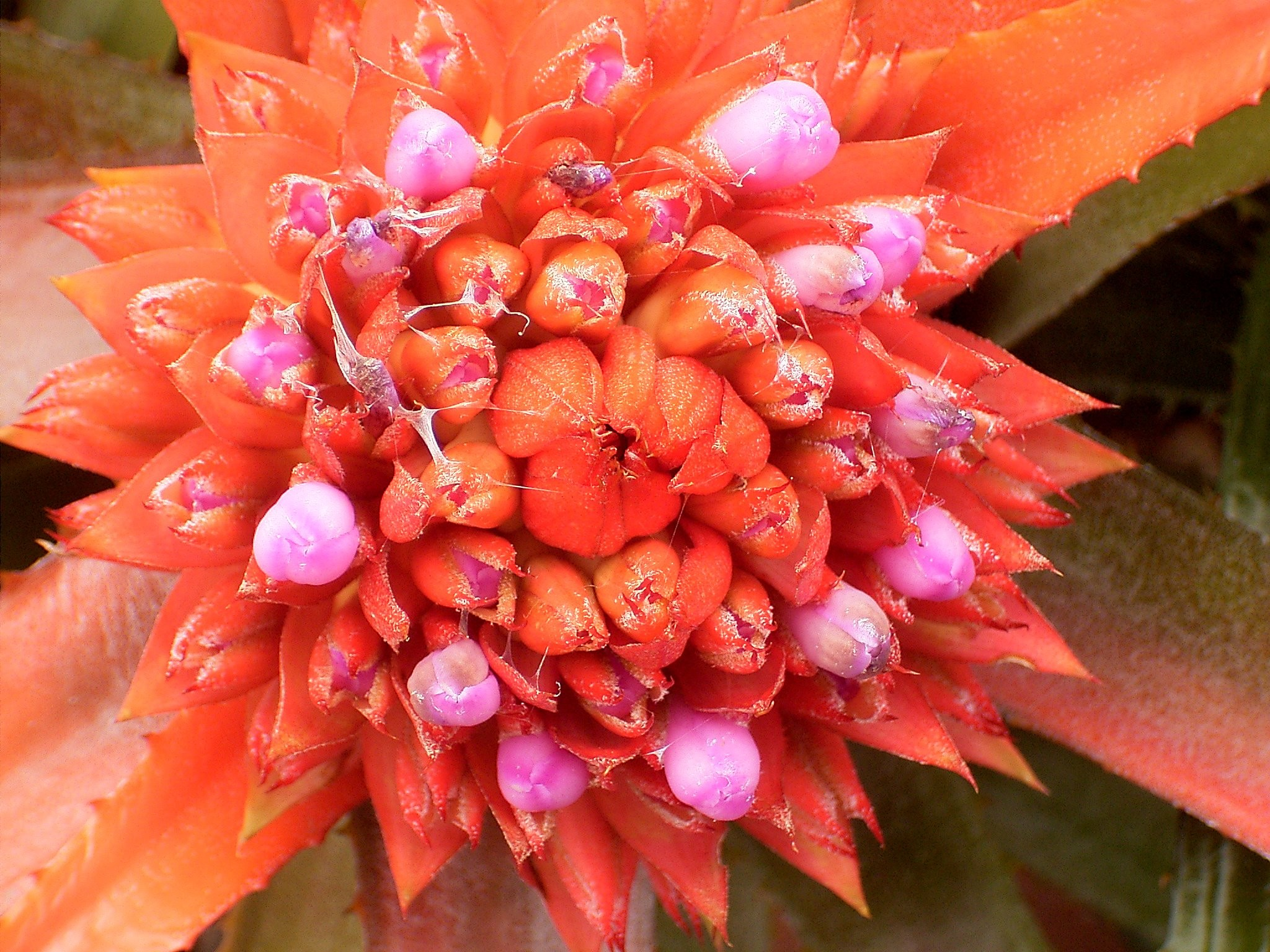
Planta de la familia Bromeliaceae, Aechmea recurvata.

- Invernaderos albergan más de 10.500 accesiones en más de 600 géneros representando 92 familias de plantas, en las que se incluyen 4900 orquídeas, 3600 bromelias, 660 arum, 240 helechos, 140 gesnerias, y otras 1300 plantas.

- Jardines que contienen aproximadamente 2300 plantas tropicales y subtropicales registradas, representando unas 1200 especies, 620 géneros, y 165 familias de plantas. Una gran parte de ellas son especie bien documentadas, recogidas de hábitat nativos.

- El Herbario contiene unas 90.000 colecciones especializadas de flora tropical, grandemente neotropical, con énfasis en epífitas. Están bien representadas las Flora de Ecuador y la Flora epifíta de los Andes. Las actuales colecciones de familias, con el número de tipos de cada una, son: Orchidaceae (1200), Bromeliaceae (109), Gesneriaceae (105), Araceae (62), Marantaceae (16), Heliconiaceae (14), y miscelánea (61).

- El Orchid Identification Center fue establecido en 1975 para estudiar y mantener tanto las orquídeas recogidas en estado silvestre como las colecciones ya cultivadas en invernadero, y para servir como centro para su identificación. Han reunido una colección de más de 20.000 archivos de referencia taxonómicos, una colección de fotografías, y 24.000 especímenes preservados en alcohol, con énfasis particular en colecciones de México, América Central, la Sudamérica andina, y Venezuela.

- La casa Christy Payne House sirve como una Galería de exhibición del Jardín, donde se muestran exposiciones de arte botánico y fotografías. Se encuentra incluida en el catálogo del National Register of Historic Places de EE. UU., siendo añadido el 5 de septiembre de 1998.

- La Research Library, esta biblioteca alberga unos 7000 volúmenes, ocupándose sobre todo de las plantas tropicales, y especialmente de los epífitas. Incluye una colección de libros raros de finales del siglo XVIII, 14.000 ejemplares de diarios científicos, 2500 microfichas de referencias botánicas tempranas y de herbarios, una colección de la diapositivas y otros asuntos relacionados.

- La colección Spirit Collection alberga casi 26 000 viales de flores conservadas en fluidos, constituyendo la segunda mayor colección del mundo de este tipo después de la existente en el Real Jardín Botánico de Kew. La colección incluye 24.000 viales de la familia de las orquídeas  (Orchidaceae); 2000 viales de gesnerias (Gesneriaceae) y 300 viales de bromelias (Bromeliaceae).

## Galería

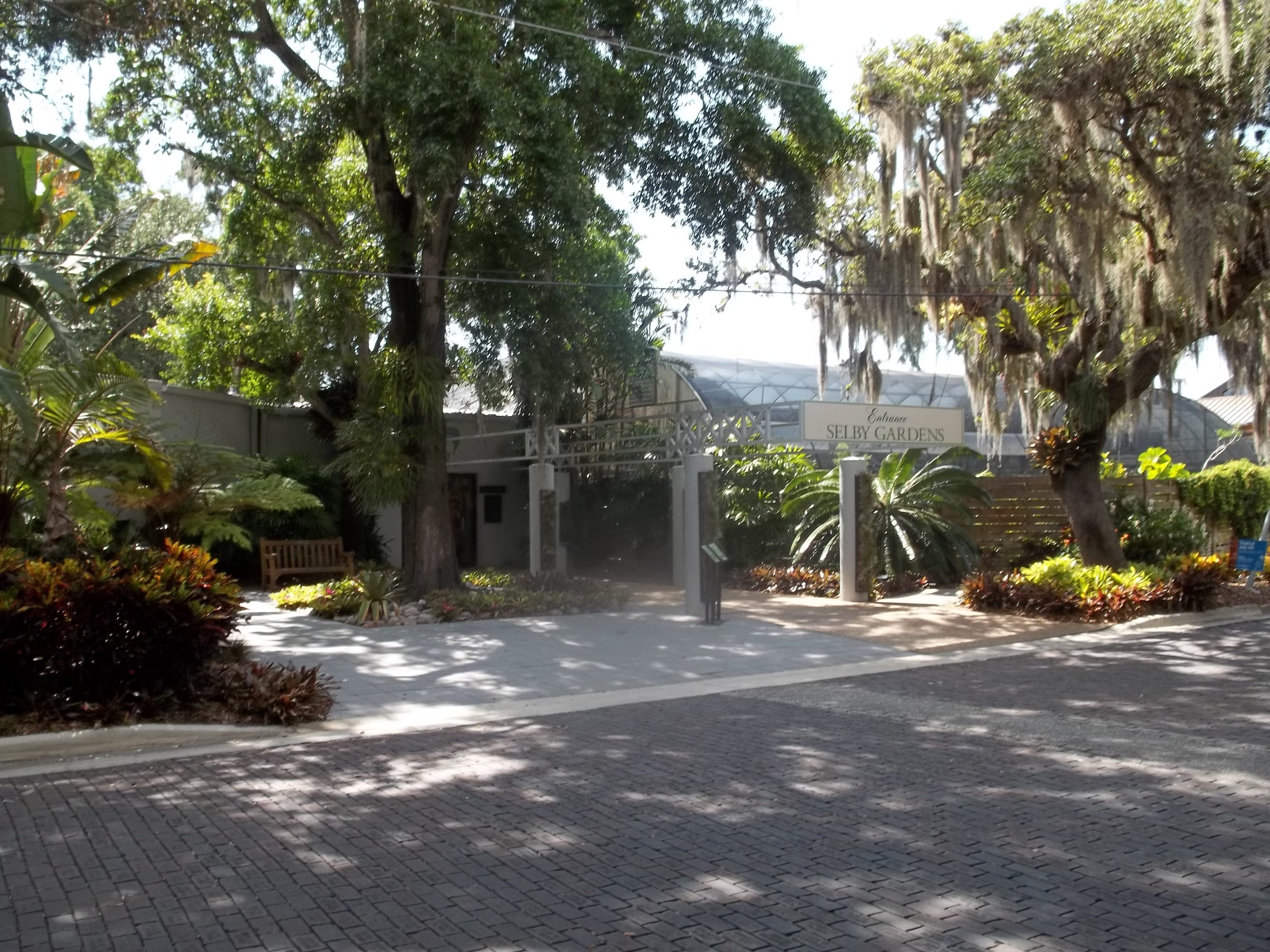
Entrada
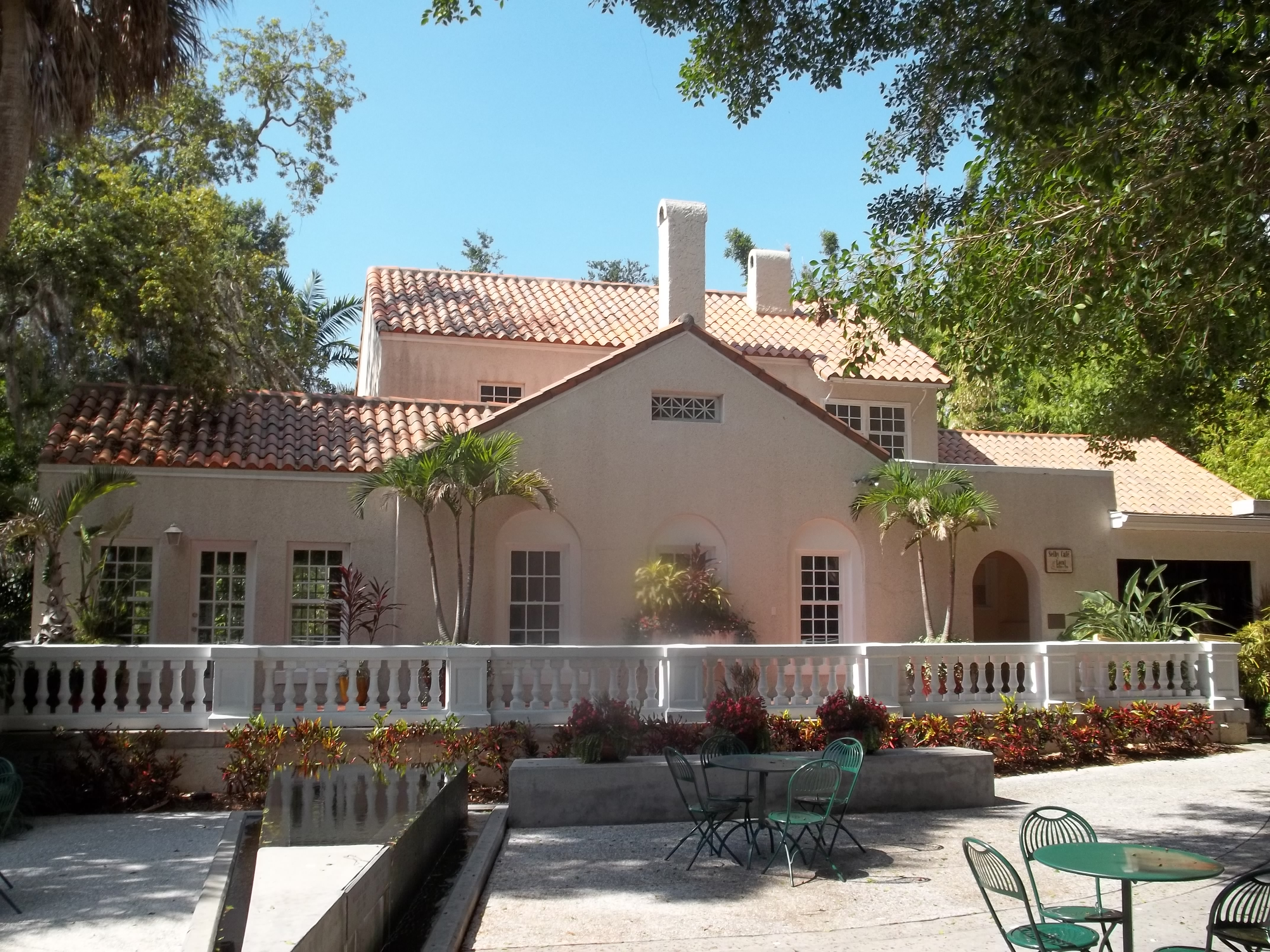
La casa Selby
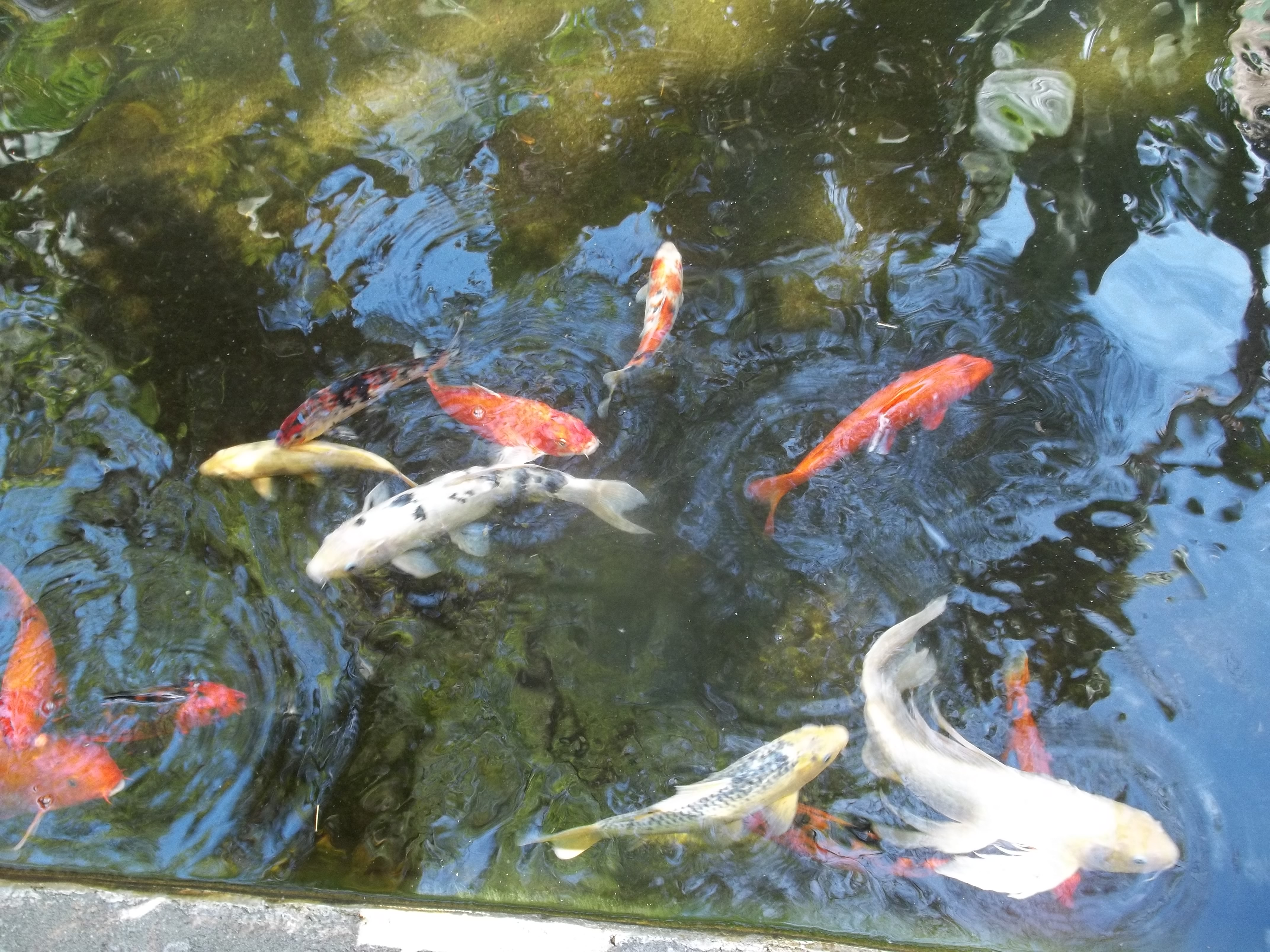
Estanque de Koi
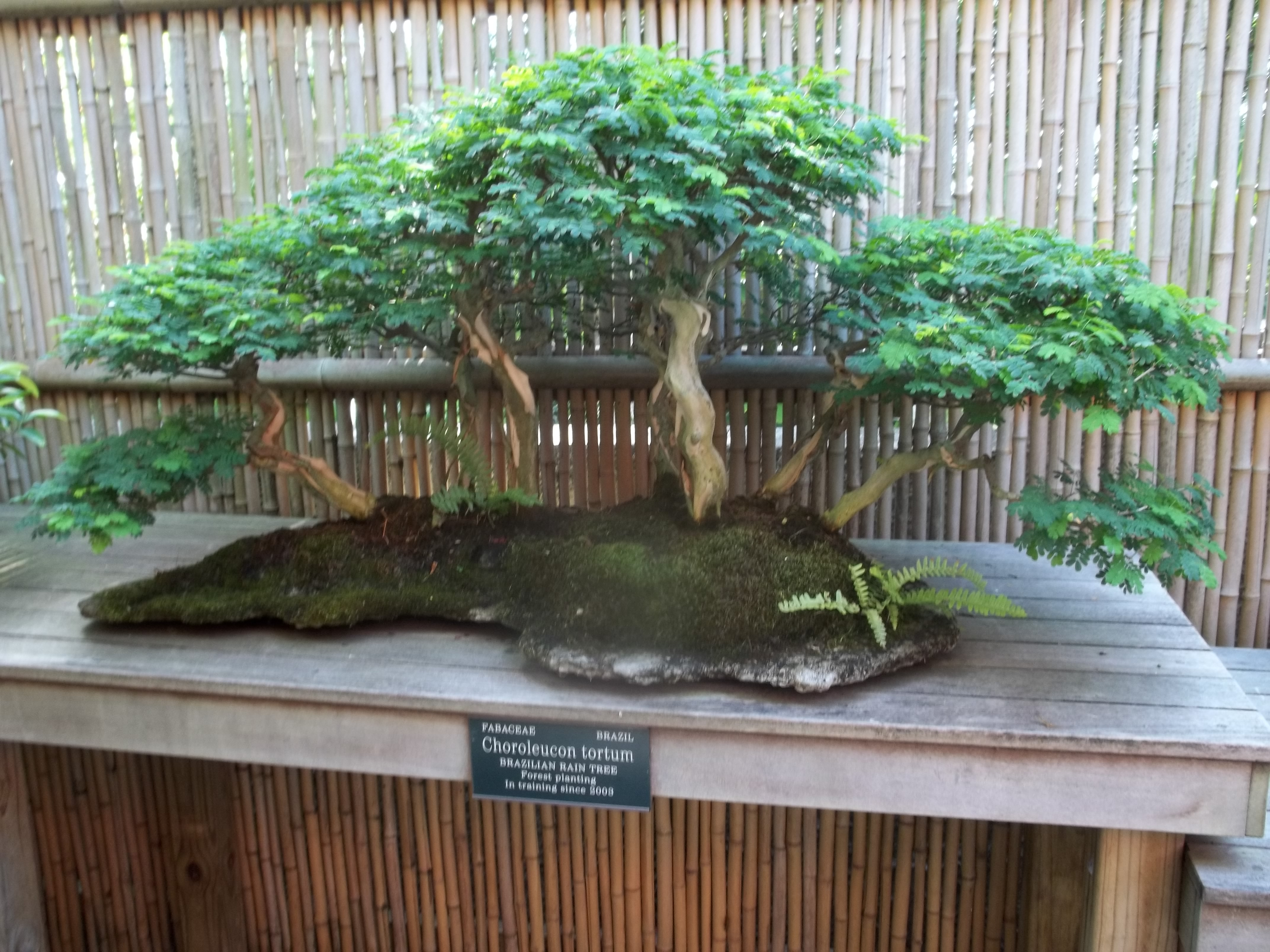
Chloroleucon tortum
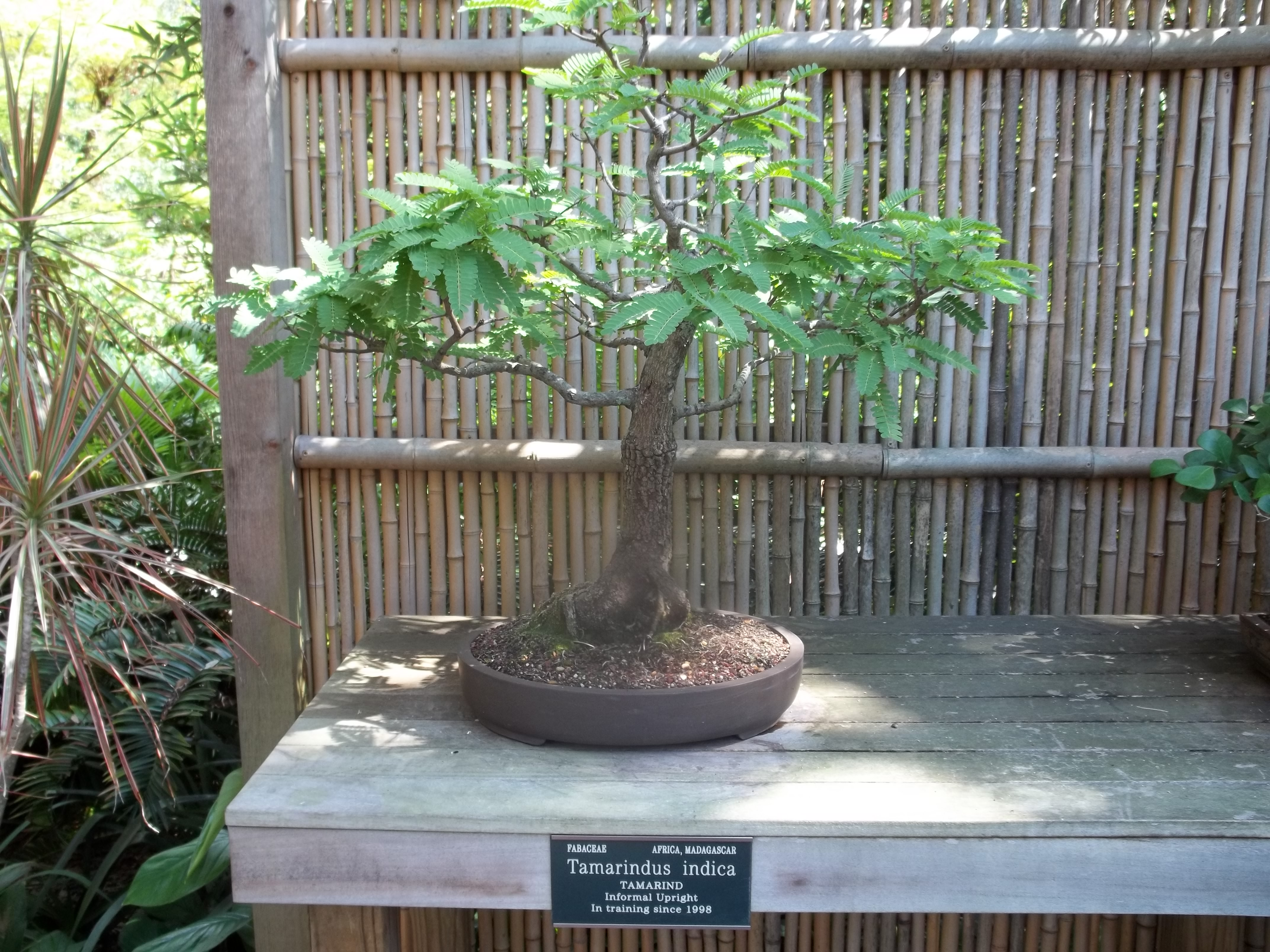
Bonsái de Tamarindus indica